# Futabasha
Futabasha (яп. 株式会社双葉社 кабусики гайся футабася) — японское издательство, выпускающее также журналы развлекательной тематики и мангу (японские комиксы). Компания возникла в мае 1948 года. Её возглавляет Хироси Мородзуми (яп. 社長 諸角裕).

## Журналы

### Comic High!

Обложка Comic High! за март 2010 года

Comic High! (яп. コミック・ハイ! комикку хай) — ежемесячный журнал манги для мужчин (сэйнэн), изначально являвшийся приложением к Manga Action, но впоследствии ставший независимым. Первый номер вышел в марте 2004 года. Comic High! позиционируется как издание «сёдзё-манги для мужчин»: на официальном сайте он описан как журнал «девичьих комиксов для юношей и девушек». Его целевая аудитория — мужчины от 18 до 35 лет.
| - «Подружки» - Chu-Bra!! - «Старшеклассницы» - Hitohira - Hana to Hina wa Houkago |  | - Kuchibiru Tameiki Sakurairo - Kodomo no Jikan - Potemayo - Umi Monogatari |

### Comic Maho no iLand
Comic Maho no iLand (яп. COMIC魔法のiらんど COMIC махо: но ирандо) — ежемесячный журнал манги, выходящий с 2007 года. Содержит мангу, созданную по мотивам популярных романов для мобильных телефонов.

### Web Comic High!
Web Comic High! (яп. WEBコミックハイ!) — бесплатный интернет-журнал сэйнэн-манги, расположенный по адресу comichigh.jp/webcomic.html. Он был запущен в августе 2008 года как последователь бесплатного издания Comic Seed. Выходит трижды в месяц. На сайте журнала бесплатно размещается такая манга, как TiV’s Annyon!, I Don't Like You at All, Big Brother!! и Nemuri Hime no Haguhagu.

### Другие журналы манги
- Manga Town (яп. 月刊まんがタウン гэккан манга таун) — ежемесячный журнал ёнкомы[6].
- Men's Young (яп. メンズヤング мэндзу янгу) — ежемесячный журнал хентай-манги («лёгкое» порно[7])[8]. Ежемесячно публикуется специальное приложение под названием Men's Young Special Ikazuchi (яп. メンズヤングスペシャル雷 мэндзу янгу супэсяру икадзути)[9]. В нём также печатается хентай.
- Moeyon (яп. もえよん моэён) — журнал сэйнэн-манги, выпускался с июля 2004 по июль 2005 года.
- Action Pizzazz (яп. アクション ピザッツ Акусён пидзатцу) — ежемесячный журнал сэйнэн-манги с уклоном в хентай.